# خوشنگا اوردناتسکا
خوشنگا اوردناتسکا (به لهستانی:  Hosznia Ordynacka) یک روستا در لهستان است که در گمینا گورای واقع شده‌است. خوشنگا اوردناتسکا ۳۹۰ نفر جمعیت دارد.